# Rudolf Hildebrand (Germanist)

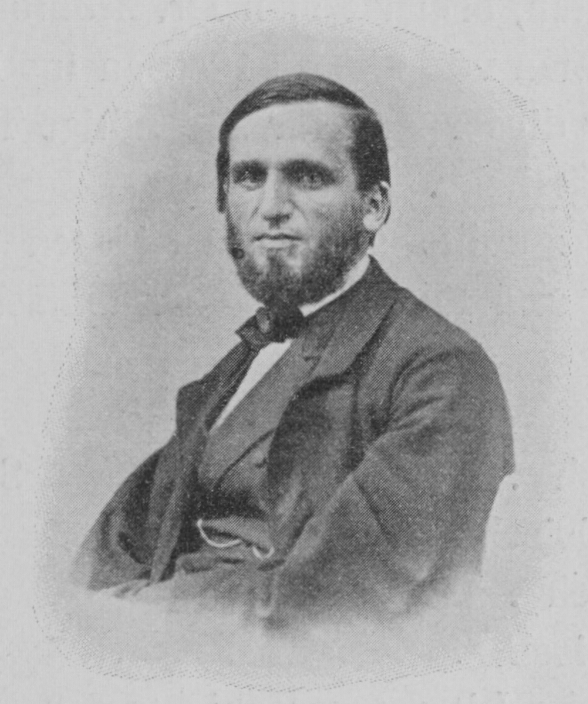
Rudolf Hildebrand

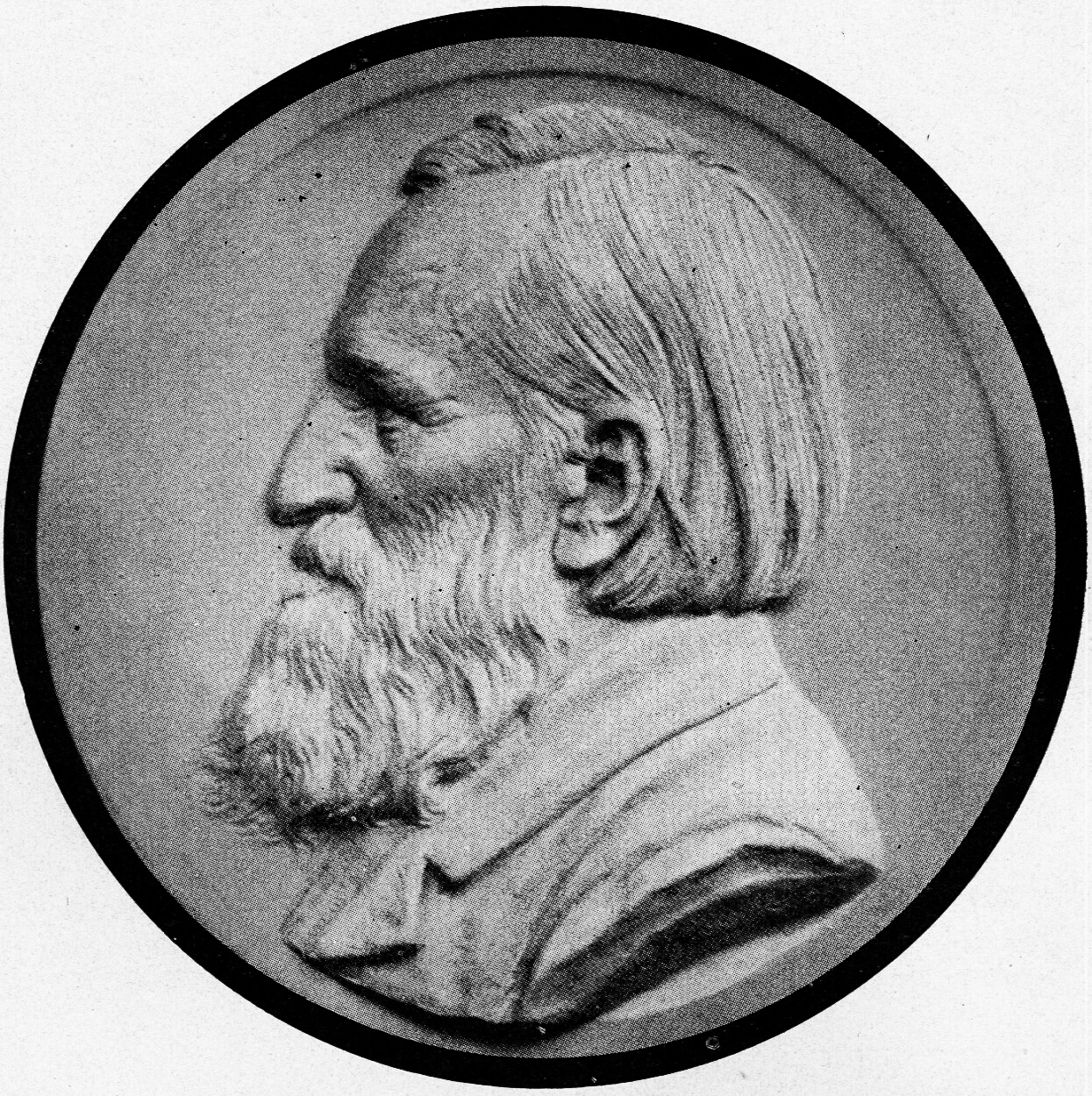
Rudolf Hildebrand, Grabmedaillon von Carl Seffner

Heinrich Rudolf Hildebrand  (* 13. März 1824 in Leipzig; † 28. Oktober 1894 ebenda) war ein deutscher Germanist, Lehrer, Erzieher und Sprachwissenschaftler. 

## Leben
Hildebrand wurde 1824 in Leipzig geboren. Er war der Sohn des Schriftsetzers Heinrich Hildebrand (gestorben 1850) und dessen Frau Amalia Hildebrand, geborene Porges (gestorben 1867). Sein Vater stammte ursprünglich aus dem thüringischen Arnstadt und zog aus beruflichen Gründen nach Leipzig. Er arbeitete als Faktor in der hiesigen Brockhaus-Druckerei. Damit gehörte er zur so genannten Arbeiteraristokratie.
Vor seiner Einschulung erhielt er durch seinen Vater Privatunterricht in Latein und Französisch. Von 1829 bis 1836 lernte er an der Naumannschen Schulanstalt, einer Privatschule für ärmere Bevölkerungsschichten in Naundorf. Im Jahr 1836 wechselte er zur Thomasschule zu Leipzig, an der er 1843 sein Abitur ablegte.
Zunächst besuchte er ab 1843 Vorlesungen bei Moritz Wilhelm Drobisch, Christian Wilhelm Niedner, Johann Christian Friedrich Tuch und Christian Hermann Weisse in den Fächern Theologie und Philosophie an der Universität Leipzig. Von 1844 bis 1848 studierte er Klassische und Deutsche Philologie. Neben Niedner, Tuch und Weisse zählten zu seinen Professoren Gustav Hartenstein, Moriz Haupt und Gottfried Hermann. Im Jahr 1848 legte er mit der Arbeit über Walther von der Vogelweide bei Haupt sein Staatsexamen ab.
Danach wurde er Korrektor und Übersetzer bei der Deutschen Allgemeinen Zeitung in Leipzig. Von 1848 bis 1868 wirkte er als Lehrer für Deutsch, Latein, Altgriechisch, Geographie und Geschichte an der Thomasschule. Zusätzlich lehrte er an der Deutschen Buchhändlerschule in Leipzig. Von 1852 bis 1890 arbeitete er am Deutschen Wörterbuch der Brüder Grimm mit. Auf Empfehlung seines ehemaligen Professors Haupt wurde er 1852 Korrektor. Im Jahr 1856 wurde er mit der Gestaltung des Buchstaben K des fünften Bands beauftragt. Nach dem Tod von Wilhelm Grimm 1859 widmete er sich auch dem Buchstaben G, des vierten Bands in der ersten Abteilung. Zusammen mit Karl Weigand aus Gießen wurde er schließlich nach dem Tod des anderen Bruders Jacob 1863 Herausgeber. Vor seiner fast vollkommenen Erblindung 1890 stellte er seine Arbeit am Wörterbuch ein.

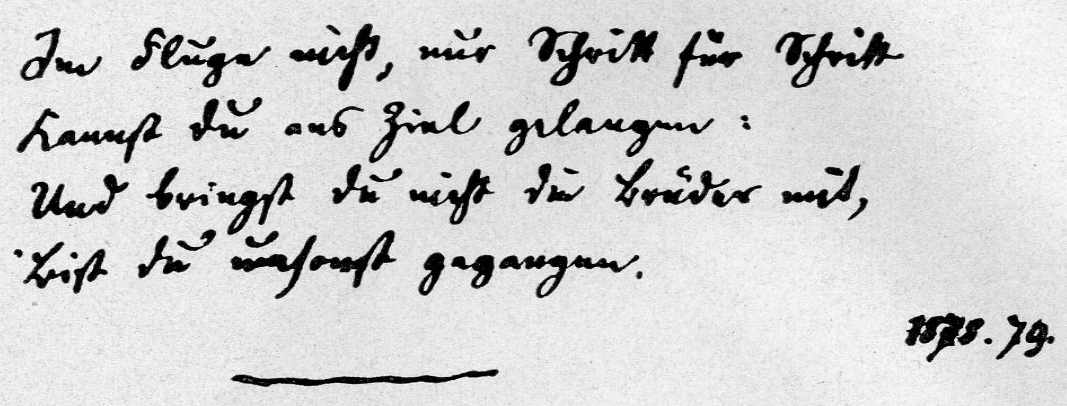
Hildebrand verfasste nach dem Tod seiner Frau mehrere Sehnsuchtsgedichte; hier die vierte Strophe aus „Mein Weg durch die Welt“

Im Jahr 1867 gründete er den Germanistenzirkel „Vogelweide“ in Leipzig. 1868 wurde er außerordentlicher Professor für Deutsche Sprache und Deutsche Literatur an der Leipziger Universität. Er lehnte 1873 Rufe an die Universitäten Prag, Greifswald und Rostock ab. Ein Jahr später wurde er zum ordentlichen Professor für Neuere Deutsche Literatur und Sprache vom 16. bis 19. Jahrhundert ernannt. Er setzte in seiner Lehre insbesondere einen Schwerpunkt im Nibelungenlied, in Werken von Walther von der Vogelweide, Johann Wolfgang von Goethe, den Minnesang, dem Volkslied der deutschen Grammatik und Etymologie und der Wort- und Sprachforschung. Die Forschung widmete er zudem Meier Helmbrecht, Friedrich Gottlieb Klopstock, Johann Gottfried Herder, Kudrun, Friedrich Schiller, der Sprachgeschichte, Wortschatzforschung und dem Deutschunterricht. In Leipzig gründete er das erste Germanische Institut. Wegen Erkrankung an Gicht konnte er seine Vorlesung ab 1888 nur noch von zu Hause aus halten. Hildebrand verlor mit zunehmendem Alter sein Sehvermögen und starb 1894 im Alter von 70 Jahren in Leipzig.
Er war mit dem österreichischen Schriftsteller Franz Michael Felder befreundet.

## Ehrungen
- Hildebrand wurde 1884 durch den sächsischen König mit dem Zivilverdienstorden II. Klasse geehrt.
- 1887 wurde er zum auswärtigen Mitglied der Königlich Niederländischen Akademie der Wissenschaften gewählt.[1]
- 1892 wurde er Ehrenmitglied der Modern Language Association of America.
- 1906 wurde in Leipzig die Hildebrandstraße nach ihm benannt.
- Ihm zu Ehren tragen eine Grundschule in Berlin-Mariendorf, eine Sonderschule in Düsseldorf und die Gymnasien in Markkleeberg (Rudolf-Hildebrand-Schule Markkleeberg) und Stendal seinen Namen.

## Schüler
Zu seinen Schülern zählten Georg Berlit, Wilhelm Braune, Konrad Burdach, Otto Lyon, Gustav Roethe und Karl Wolfskehl.

## Werke

### Korrespondenzen
- Heinrich Gerstenberg, R. H. und Ludwig Erk. In: ZfdU 21 (1907), 1–21
- Briefe R. H.s. Hrsg. u. erl. v. Helmut Wocke. Halle/Saale 1925
- Franz Michael Felder - R. H., Briefwechsel 1866–1869 (P). Hrsg. v. Walter Methlagl. Bregenz 1984 (= Franz M. Felder, Sämtl. Werke; Bd. 9), ISBN 3-85162-013-5
- Kasper Moosbrugger - R. H., Briefe 1869–1894. Hrsg. u. mit e. Nachw. vers. v. Jürgen Thaler. Legwill 1999, ISBN 3-909081-17-7
- Alan Kirkness (Hrsg.): Briefwechsel der Brüder Jacob und Wilhelm Grimm mit Rudolf Hildebrand, Matthias Lexer und Karl Weigand. (Briefwechsel der Brüder Jacob und Wilhelm Grimm. Kritische Ausgabe in Einzelbänden. Bd. 6.) Stuttgart 2010. ISBN 978-3-7776-1800-5

### Autobiographien
- Georg Berlit (Hrsg.): Gedanken über Gott, die Welt und das Ich. Jena 1910

### Selbstständige Publikationen
- Vom deutschen Sprachunterricht in der Schule und von etlichem ganz Anderen, das doch damit zusammenhängt. Leipzig 1867 - Pädagogische Vorträge und Abhandlungen; 1, 3. ab 2., verm. Aufl. 1879  u.d.T. Vom deutschen Sprachunterricht und von deutscher Erziehung und Bildung überhaupt; 27. Aufl., hrsg. u. mit e. Nachw. vers. v. Josef Prestel. Bad Heilbrunn 1962
- Über Grimms Wörterbuch in seiner wissenschaftlichen und nationalen Bedeutung. Vorlesung gehalten in der Aula der Universität Leipzig am 24. April 1869 zum Antritt einer außerordentlichen Professur für deutsche Literatur. Leipzig 1869 (Neuausg. Berlin [1937]. - Des Buchfreundes Fahrten ins Blaue; 4.)
- Gesammelte Aufsätze und Vorträge zur deutschen Philologie und zum deutschen Unterricht. Leipzig 1890
- Tagebuchblätter eines Sonntagsphilosophen. Gesammelte Grenzbotenaufsätze. Hrsg. v. G. Wustmann. Leipzig 1896
- Beiträge zum deutschen Unterricht. Mit Sach- und Namensregister sowie dem Bilde und der Nachbildung eines Tagebuchblattes R. H's. Leipzig 1897. - ZfdU; 10, Erg.-Heft.
- Materialien zur Geschichte des deutschen Volkslieds. Aus Universitäts-Vorlesungen. Bd. 1: Das ältere Volkslied. Hrsg. v. Georg Berlit. Leipzig 1900. - ZfdU 14, Erg.-Heft. (Nachdr. Hildesheim u. a. 1971 - Volkskundliche Quellen; 8, Volkslied.), ISBN 3-487-04025-5
- Volk und Menschheit. Auswahl aus seinen Schriften, nebst Tagebuchblättern und Briefen. Mt. e. Nachw. v. Helmut Wocke. München 1925, - Bücher der Bildung; 14
- Geist. Halle/Saale 1926 (2., unveränd. Aufl. = Nachdr. Tübingen und Darmstadt 1966). - Philosophie und Geisteswissenschaften / Neudrucke; 3, ISBN 3-484-10034-6
- 1867: Ein Bauer als Dichter. In: Die Gartenlaube. Heft 15, 1867, S. 234–236, 238 (Volltext [Wikisource]).

### Publikationsorgane für Aufsätze
- Germania (1865–1870; 2)
- ZfdPh (1869–1874)
- Die Grenzboten (1887–1888)
- ZfdU (1887–1895)
- PBB (1889; 1)
- Preuß. Jb. (1892–1893)
- ZfdA (1894–1895; 2)

### Publikationsorgane für Rezensionen
- ZfdPh (1873–1874; 2)
- ZfdU (1888; 5)

### Herausgeberschaft Zeitschriften
- Zeitschrift für den Deutschen Unterricht (ZfdU). Unter Mitw. v. R. H. hrsg. v. Otto Lyon 1 (1887) – 8 (1894)

### Herausgeberschaft
- Jacob Grimm und Wilhelm Grimm: Deutsches Wörterbuch. 1883–1890 verantwortlicher Hrsg. Darin: Bd. 5 (1873): K (mit Vorrede v. R. H.); Bd. 4, Abt. 1, Hälfte 1 (1878): Forschel-Gefolgsmann. Zus. mit Jacob Grimm und Karl Weigand; Bd. 4, Abt. 1, Teil 2 (1897): Gefobbe-Getreibs. Zus. mit Hermann Wnderlich

### Editionen
- [Vorw.] in: Karl Albrecht: Die Leipziger Mundart. Grammatik und Mundart der Leipziger Volkssprache. Zugleich ein Beitrag der Volkssprache im allgemeinen. Leipzig 1881 (2. Reprintaufl. Frankfurt/Main 1983), ISBN 3-8035-1212-3

### Editionen (fachbezogen)
- F. L. von Soltau’s deutsche historische Volkslieder. Zweites Hundert. Aus Soltau’s und Leyser’s Nachlass und anderen Quellen hrsg. m. Anm. Leipzig 1856
- Der Sachsenspiegel (Landrecht). Nach der ältesten Leipziger Handschrift hrsg. v. Julius Weiske. 3.–6. Aufl. neu bearb. v. R. H. Leipzig 1863–1882 (11. unveränd. Aufl. 1929)

### Artikel/Nachrufe (Auswahl)
- Otto Lyon: Zu R. H.s 70. Geburtstage. In: ZfdU 8 (1894) 3, 153–154.
- Georg Berlit: R. H. Ein Erinnerungsbild. In: Neue Jb. für Philologie und Pädagogik 12 (1894), 545–580 (auch als Sonderdr. Leipzig 1895).
- Otto Lyon: R. H. †. In: ZfdU 8 (1894) 12, 785–787.
- August Mühlhausen: R. H. im Dienste der Wissenschaft und der Schule. In: Rheinische Blätter für Erziehung und Unterricht/Neueste Folge 68 (1894) 109, 432–438 u. 465–487.
- Hermann Bahr: Tagebuch. 27. Juni. Neues Wiener Journal, 32 (1924) #11002, 6. (6. Juli 1924)
- Antje Leike: Das Wirken R. H.R.s (1824–1894) an der Universität Leipzig. In: Beiträge zur Geschichte des Schulwesens der Stadt Leipzig. Leipzig 1989, 13–22. - Schriftenreihe des Interdisziplinären Zentrums Unterrichtsforschung, Kommunikation; 1.
- Hasko Zimmer: Deutsche Bildung. R. H. und die Deutschlehrer im Kaiserreich. In: Intelligenz und Allgemeinbildung 1848–1918. Biographische Zugänge zur Wirkung und Krise gymnasialer Bildung. Anneliese Mannzmann zum 65. Geburtstag. Hrsg. v. Ulla Bracht, Dieter Keiner u. Hasko Zimmer. Münster, New York 1990, 53–79.
- Antje Leike: H. R. H. Ein Vorläufer der Reformpädagogik. In: Ein Plädoyer für unser reformpädagogisches Erbe. Protokollbd. der internationalen Reformpädagogik-Konferenz am 24. September 1991 an der Pädagogischen Hochschule Halle-Köthen. Hrsg. v. Andreas Pehnke. Neuwied u. a. 1992, ISBN 3-472-01057-6, 215–224.
- Hartmut Küttel: Aus der Geschichte des Deutschunterrichts (R. H.). In: Deutschunterricht 48 (1995) 5, 266–269.

### Monographie/Sammelbände
- Georg Berlit: Worte der Liebe und Dankbarkeit am Sarge des verehrten Lehrers R. H., ordentlicher Professor der neueren Literatur und Sprache, gesprochen in der Universitätskirche zu Leipzig am 30. Oktober 1894. Als Handschrift gedr. für die Freunde des Heimgegangenen. Leipzig 1894.
- Ernst Linde: Persönlichkeits-Pädagogik. Ein Mahnwort wider die Methodengläubigkeit unserer Tage. Mit besonderer Berücksichtigung der Unterrichtsweise R. H.s.Leipzig 1897 (5., durchges. Aufl. 1922).
- Richard Laube: R. H. und seine Schule. Ein Beitrag zur Geschichte des deutschsprachlichen Unterrichts in der 2. Hälfte des 19. Jahrhunderts. Leipzig 1903.
- Erich Westermann: Grundlinien der Welt- und Lebensanschauung R. H.s. Leipzig 1912.
- Zentralinstitut für Erziehung und Unterricht (Hrsg.): R. H. Sein Leben und Wirken. Zur Erinnerung an die Hundertjahrfeier seines Geburtstags am 13. März 1924. Langensalza 1924.
- Hedwig Hildebrand: Persönliche Erinnerungen an unseren Vater von seiner Tochter. Leipzig 1932.
- Brigitte Mehrens: R. H. als Germanist. Ein Beitrag zur Geschichte der deutschen Philologie. Diss. phil. Stanford Univ. 1968.
- Antje Leike: Das Leben H. R. H.s  (1824–1894) und sein Werk – ihre Resonanz im 19. und 20. Jahrhundert. Diss. (masch.), Pädagog. Hochschule. Leipzig 1991.

### Festschriften
- Otto Lyon (Hrsg.): Festschrift zum siebzigsten Geburtstag R. H.s in Aufsätzen zur deutschen Sprache und Literatur sowie zum deutschen Unterrichte. Leipzig 1894. ZfdU; 8, Erg.-Heft 3.
- Forschungen zur deutschen Philologie. Festgabe für R. H. zum 13. März 1894. Dargebracht v. Wilhelm Braune. u. a. Leipzig 1894.

### Nachschlagewerke
- Richard M. Meyer: Hildebrand, Heinrich Rudolf. In: Allgemeine Deutsche Biographie (ADB). Band 50, Duncker & Humblot, Leipzig 1905, S. 322–327.
- Adalbert Elschenbroich: Hildebrand, Rudolf. In: Neue Deutsche Biographie (NDB). Band 9, Duncker & Humblot, Berlin 1972, ISBN 3-428-00190-7, S. 124–126 (Digitalisat).
- Juliane Eckhardt unter Mitwirkung v. Antje Leike u. Jürgen Thaler: Hildebrand, Heinrich Rudolf. In: Christoph König (Hrsg.), unter Mitarbeit von Birgit Wägenbaur u. a.: Internationales Germanistenlexikon 1800–1950. Band 2: H–Q. De Gruyter, Berlin / New York 2003, ISBN 3-11-015485-4, S. 748–750 (eingeschränkte Vorschau in der Google-Buchsuche).